# Myxochlamys mullerensis
Myxochlamys mullerensis är en enhjärtbladig växtart som beskrevs av A.Takano och Hidetoshi Nagamasu. Myxochlamys mullerensis ingår i släktet Myxochlamys och familjen Zingiberaceae. Inga underarter finns listade i Catalogue of Life.